# Micrurus spixii
Micrurus spixii là một loài rắn độc trong họ Rắn hổ. Loài này được Wagler mô tả khoa học đầu tiên năm 1824. Ở Peru, loài này thường được gọi là rắn san hô Peru, rắn san hô Amazon hay Naca Naca.

## Nguồn gốc tên gọi

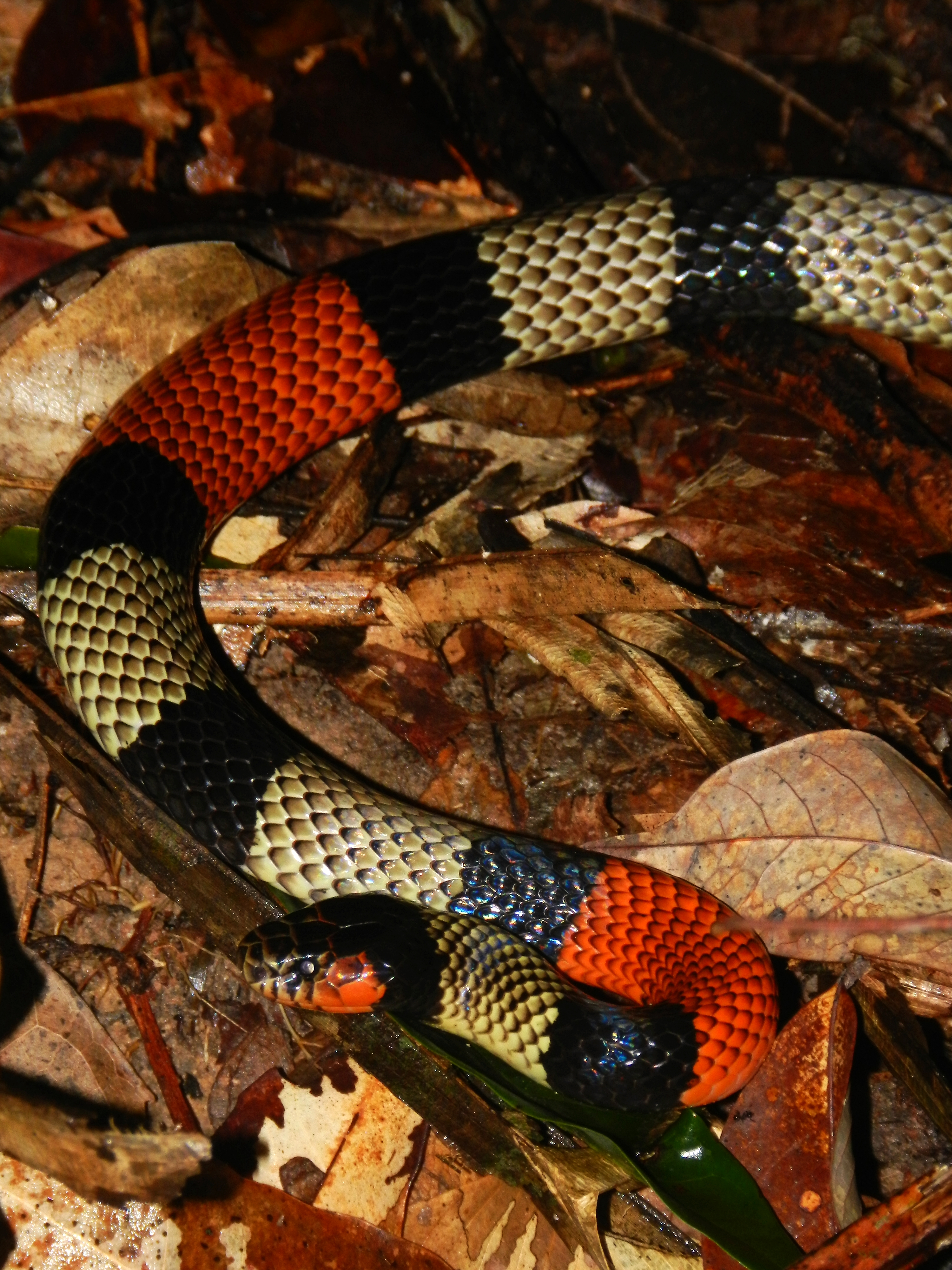
Hình ảnh loài Micrurus spixii